# Crossrail
Crossrail és un projecte britànic de construcció de nous ferrocarrils de trànsit ràpid per sota el centre de Londres. El nom del projecte fa referència a la primera de les dues rutes proposades per Cross London Rail Links Ltd, basada en un túnel est-oest a partir de Paddington cap a Liverpool Street. La segona és el projecte de línia de Chelsea-Hackney.
El Primer Ministre Gordon Brown va aprovar oficialment el projecte de Crossrail el 5 d'octubre de 2007, després d'un finançament que cobreix el front de la primera línia a través de diverses fonts públiques i privades.
Els primers trens està previst que circulin el 2017. Circularan de la mateixa manera que els del metro amb freqüències de fins a 24 trens per hora en cada sentit durant l'hora punta.